# Rektor
Rektor (od latinskog regere = vladati, upravljati, kormilariti) znači upravitelj, to se najčešće odnosi na akademske ustanove, ali se isti naslov upotrebljava i u vjerskim i političkim organizacijama.
 
Ured rektora zove se Rektorat.

## Rektor na sveučilištu
Rektor je naslov predstojnika sveučilišta (i drugih visokih škola), uobičajeno je to redovni profesor kojeg bira sveučilišno vijeće na određeno vrijeme (jednu, dvije, četiri godine ili više godina) da bude na čelu sveučilišta.
Ovaj naslov koristi se na sveučilištima diljem Europe, uključujući; Albaniju, Belgiju, Nizozemsku, Luksemburg, Bosnu i Hercegovinu, Bugarsku, Hrvatsku, Cipar, Češku, Estoniju, Njemačku, Mađarsku, Irsku, Italiju, Latviju, Makedoniju, Maltu, Moldovu, Poljsku, Portugal, Rumunjsku, Rusiju,  Skandinaviju, Srbiju, Sloveniju, Španjolsku, Tursku i Ukrajinu. 
Rektor se kao naslov za predstojnika koristi i u zemljama Latinske Amerike poput; Argentine, Brazila, Čilea, Puerto Rica, Kube, Dominikanske Republike, Meksika, Perua i Venezuele. 
Ovaj naslov rabe i Pakistan, Filipini, Indonezija i Izrael. 
U nekim zemljama se koristi naslov rector magnificus ("uzvišeni glavar") poput najstarijih sveučilišta u Švedskoj i Belgiji, ali i za sve predstojnike sveučilišta kao u Italiji, Španjolskoj i Njemačkoj.
Iznimka od ove prakse je Engleska, na njihovim sveučilištima tradicionalno je pročelnik - "kancelar" (chancellor), ovu praksu slijedile su i zemlje Commonwealtha, Sjedinjene Američke Države i mnoge druge zemlje pod anglo-saksonskim utjecajem. I Škotska slijedi ovu praksu na svojim starim sveučilištima, kod njih je predstojnik "kancelar", a rektor (Lord Rector) je izabrani predstavnik studenata u sveučilišnom vijeću.

## Rektor u crkvenoj hijerarhiji

### Rektor u katoličkoj crkvi
- Za ranog kršćanstva biskupi su često bili vladari gradova i provincija, naročito u Papinskoj državi te su ih zvali rektori. Rektori su bili i oni svećenici koji su upravljali nekim crkvenim imanjem poput  rector Siciliæ (upravitelja Sicilije).
- rector ecclesiae je svećenik koji upravlja uredom neke župne crkve, zatim predstojnik ženskog samostana te glavar isusovačkog kolegija.

### Rektor u Anglikanskoj crkvi
U Anglikanskoj crkvi, rektor je nešto poput župnika. Povijesno, župe Engleske crkve bile su podijeljene na rektorate, vikarijate i trajne kuratijate. Grubo rečeno, razlika je bila u tome da je rektor imao veći prihod, jer je upravljao župom koja je posjedovala zemljište. Vikar bi dobivao manji postotak od crkvene desetine (veći dio išao je vlasniku dobra), a kurator je svoju malu plaću dobivao najčešće od svoje dijeceze. 

### Rektor u protestantskim crkvama
U mnogim protestantskim crkvama rektor je izabrana osoba koja upravlja kongregacijom uz svoje pastoralne dužnosti.

## Rektor u političkoj upravi

### Za Rimskog carstva
- Rector provinciae bio je službeni naslov u Rimskom Carstvu od Konstantina Velikog za namjesnika pojedinih provincija, koji je bio podređen prefektima ili egzarhima.

### Srednji vijek
- rector, rectur, rehtur ili rištur za ranog srednjeg vijeka u hrvatskim primorskim gradovima, ali i drugdje po Europi, je naslov za odgovornu osobu na vrlo različitim položajima u crkvenoj ili svjetovnoj hijerarhiji.
- rector je za srednjeg vijeka, u nekim zapadnim zemljama, naziv za sudskog administratora, upravitelja pokrajine i osobito gradskog načelnika (gradonačelnika), koji se također zove prior, comes, potestas
- rector je bio naslov kneza u Dubrovačkoj Republici[1]

### Novo doba
Primo Rettore bio je službeni naslov Gabriela D'Annunzia u njegovoj samoproglašenoj tvorevini Reggenza Italiana del Carnaro (8. rujna 1920.  - 29. prosinca 1920. ) 

## Pogledajte i ovo
- Rektori zagrebačkog Sveučilišta.
- Profesor
- Matija Mesić (1826. – 1878.) hrvatski povjesničar i prvi rektor zagrebačkog Sveučilišta.

## Vanjske poveznice
- izvorni tekst na WikIzvoru: [[s:1911 Encyclopædia Britannica/Rector|1911 Encyclopædia Britannica/Rector]] (engl.)